# The Adventures of Mimi
The Adventures of Mimi è un album-video della cantautrice statunitense Mariah Carey, pubblicato nel 2007. Il DVD è stato registrato durante il concerto tenuto ad Anaheim (California) l'8 ottobre 2006, nell'ambito del The Adventures of Mimi Tour. La regia è di Sanaa Hamri e Randy Jackson.

## Tracce
Disco 1
1. It's like That
2. Heartbreaker
3. Dreamlover
4. My All
5. Shake It Off
6. Vision of Love
7. Fly Like a Bird
8. I'll Be There (con Trey Lorenz)
9. Fantasy
10. Don't Forget About Us
11. Always Be My Baby
12. Honey
13. I Wish You Knew
14. Can't Let Go
15. One Sweet Day (con Boyz II Men)
16. Hero
17. Make It Happen
18. We Belong Together
19. Butterfly Reprise

Contenuti Bonus
1. Jukebox function
2. Backstage

Disco 2
1. The Adventures of Mimi Tour Documentary
2. Lovers and Haters by Spike Lee
3. Karaoke-Style Feature

- - Shake it Off
  - Vision of Love
  - Honey
  - One Sweet Day
  - Hero
  - We Belong Together